# عظیم عظیم‌زاده
عظیم عظیم‌زاده (به ترکی آذربایجانی: Əzim Əzimzadə) (۳۰ آوریل ۱۸۸۰، نوخانی، حومه باکو-۱۵ ژوئن ۱۹۴۳، باکو) نقاش و کارتونیست اهل جمهوری آذربایجان بود. او با نشریه ملانصرالدین همکاری می‌کرد.

## فعالیت کاری
عظیم زاده از زمانی که در مدرسه تاتار درس می‌خواند به نقاشی علاقه‌مند بود ولی عمده آشنایی او به نقاشی از زمانی شروع شد که در آسیاب آقابالا قولیف در باکو کار می‌کرد. کارها و نقاشی‌های شخصی بنام دوروو در آموزش و سوق دادن او بطرف سبک رئالیستی تاثیر گذاشته‌است.
علاوه بر نقاشی، به نوشتن مقاله نیز می‌پرداخت به‌خصوص مقاله «شطرنج ایران» وی در روزنامه زنبور که به کیش و مات کردن محمدعلی‌شاه اشاره داشت مورد توجه قرار گرفت. عمده نقاشی‌های وی در روزنامه فکاهی ملانصرالدین چاپ می‌شد و پنجاه کاریکاتور نیز برای هوپ‌هوپ‌نامه کشیده بود. وی علاوه بر ملانصرالدین در روزنامه‌های طوطی، بابای امیر و مزلی کار می‌کرد.

## سبک کار
عظیم زاده را بنیان‌گذار نقاشی رئالیستی در آذربایجان شوروی سابق میدانند. او تابلوهای هزلی و نقاشی آبرنگ می‌ساخت و مضامین اشعار طنز هوپ هوپ نامه را به‌خوبی با نقاشی کاریکاتور زنده کرده بود.

## نگارخانه

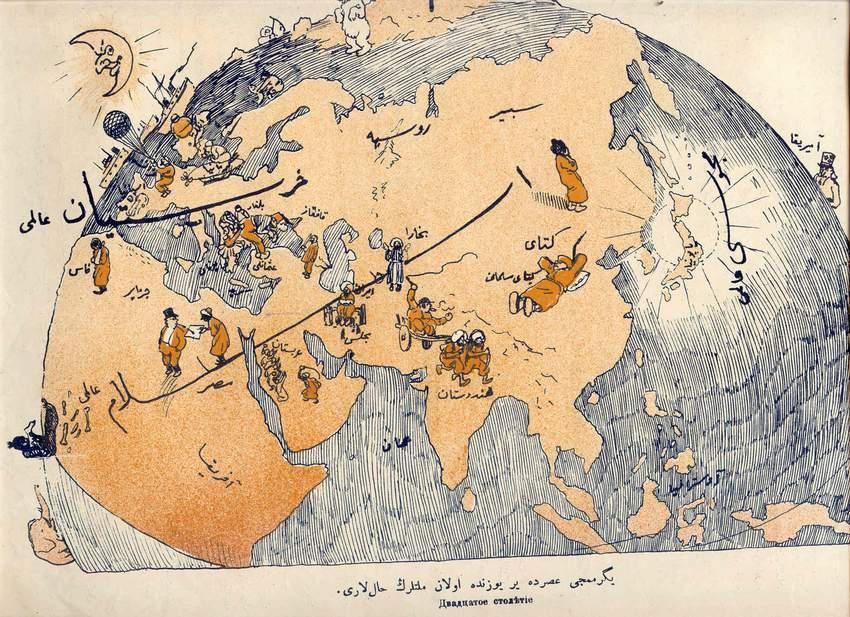
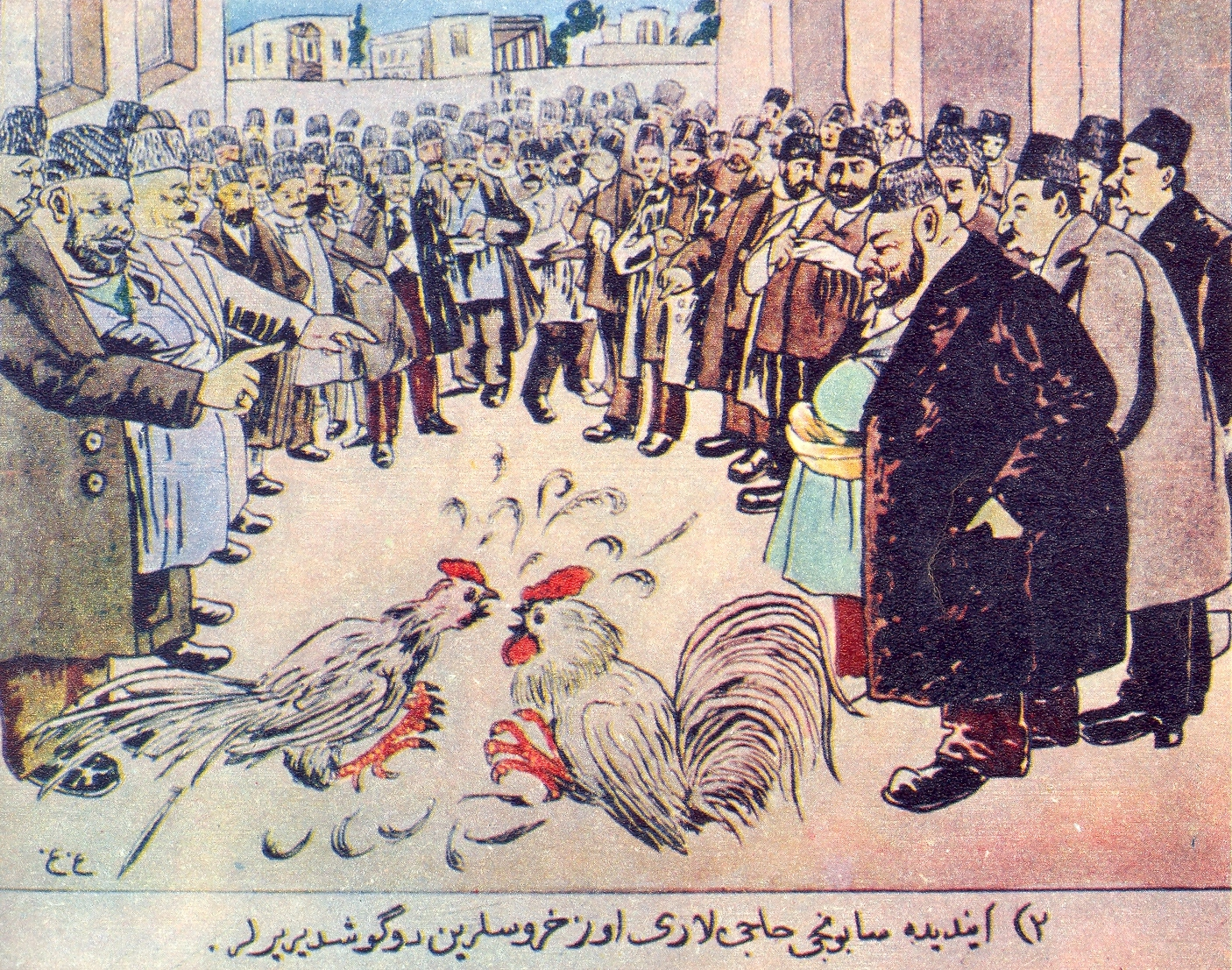
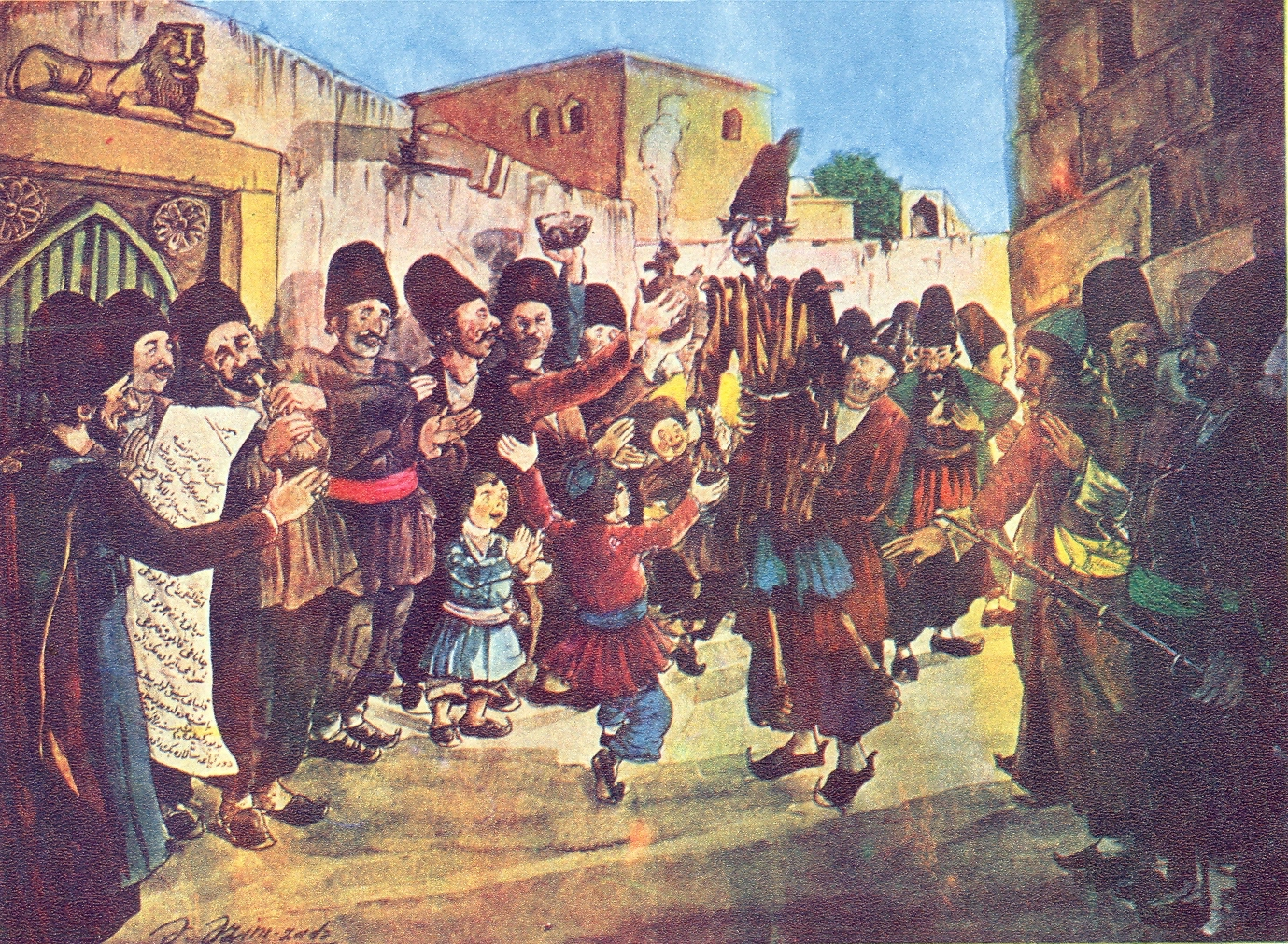
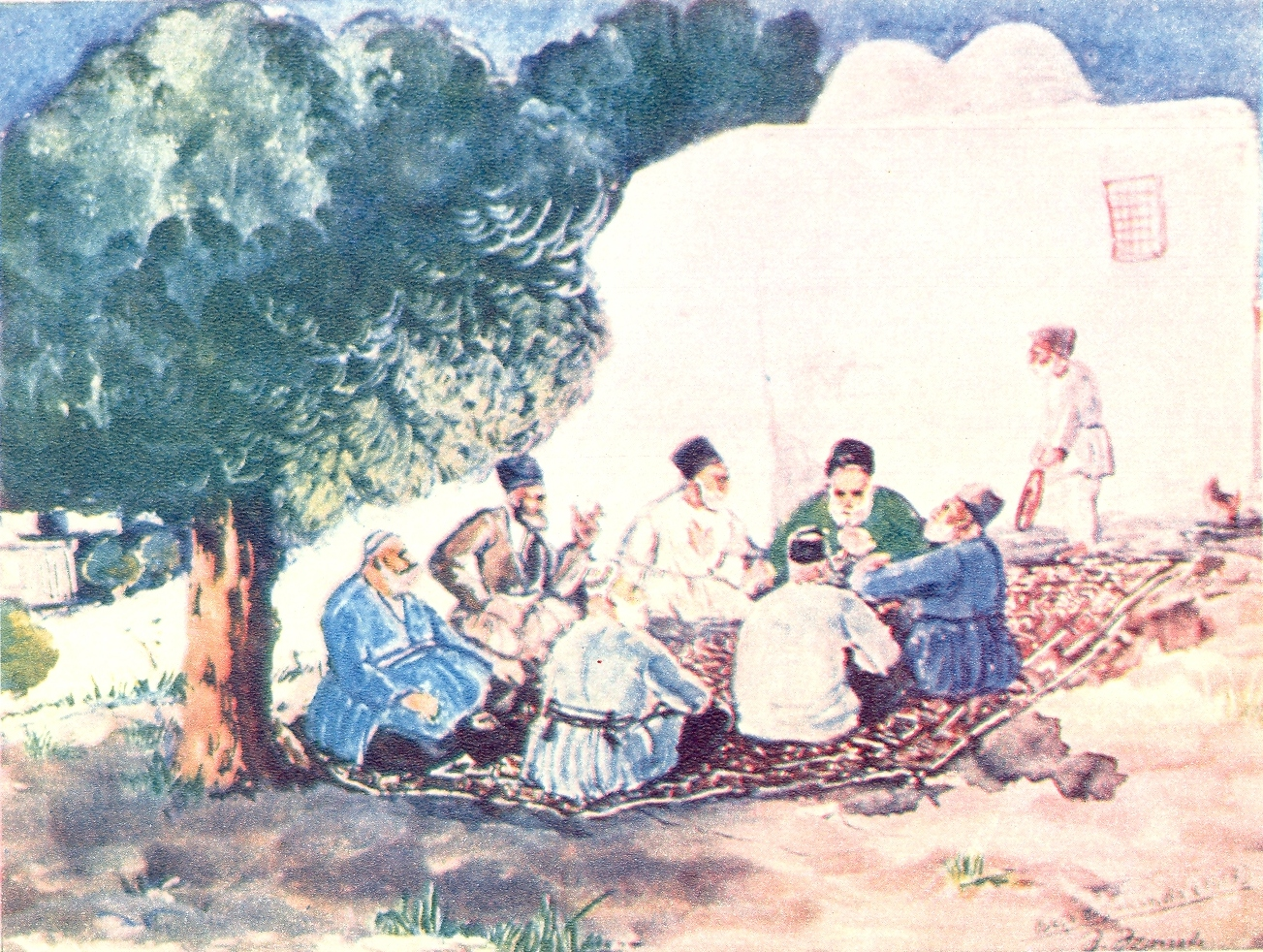
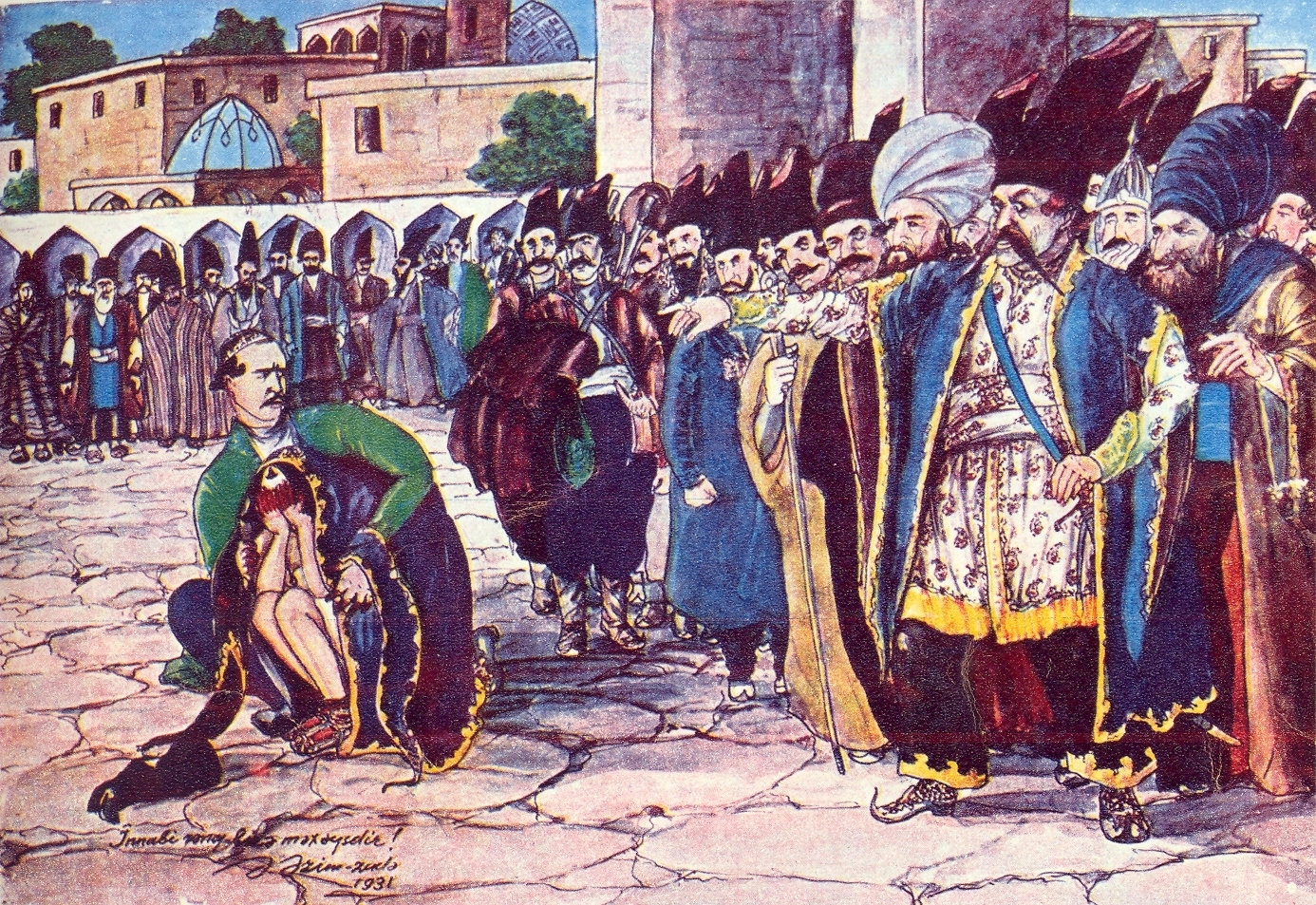
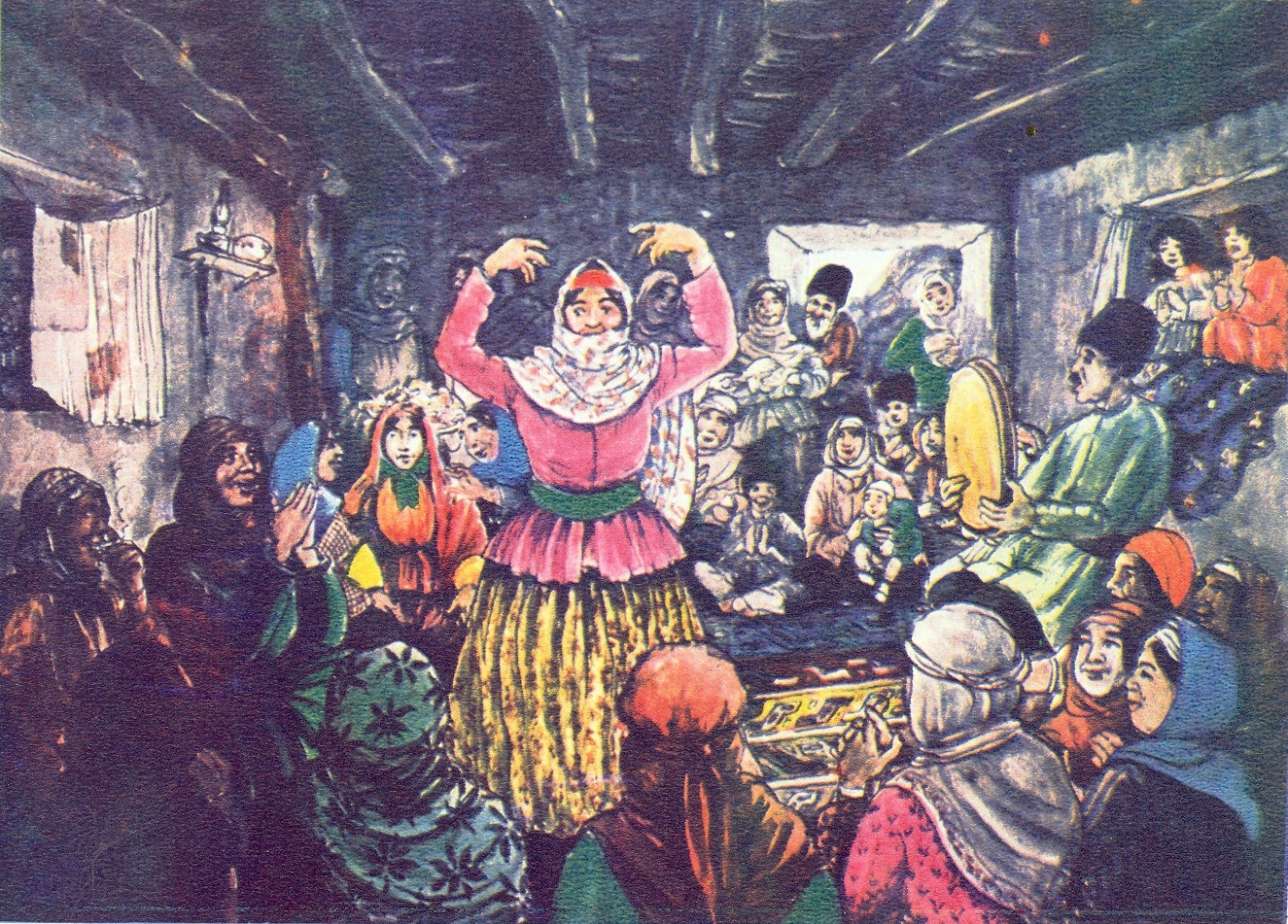
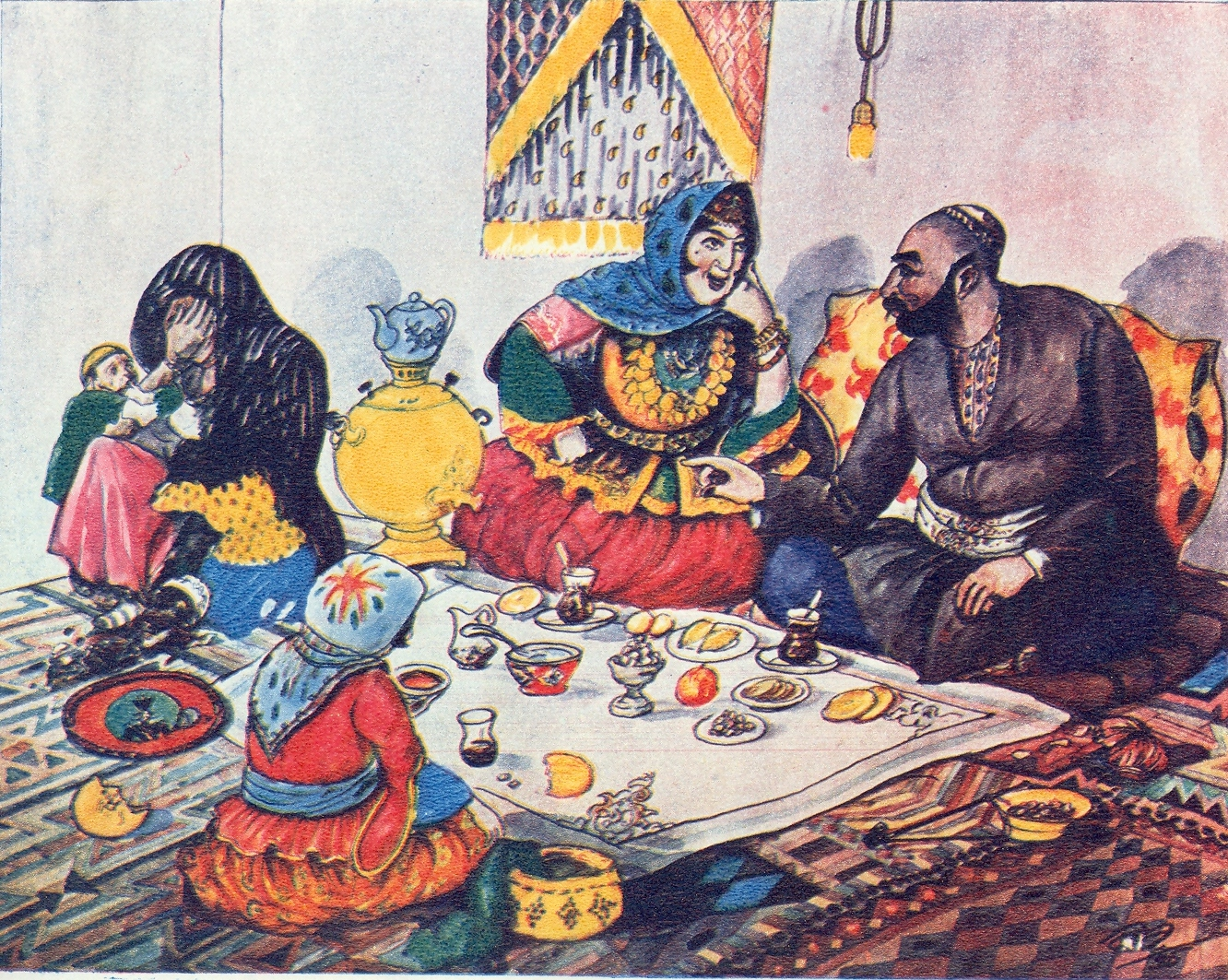
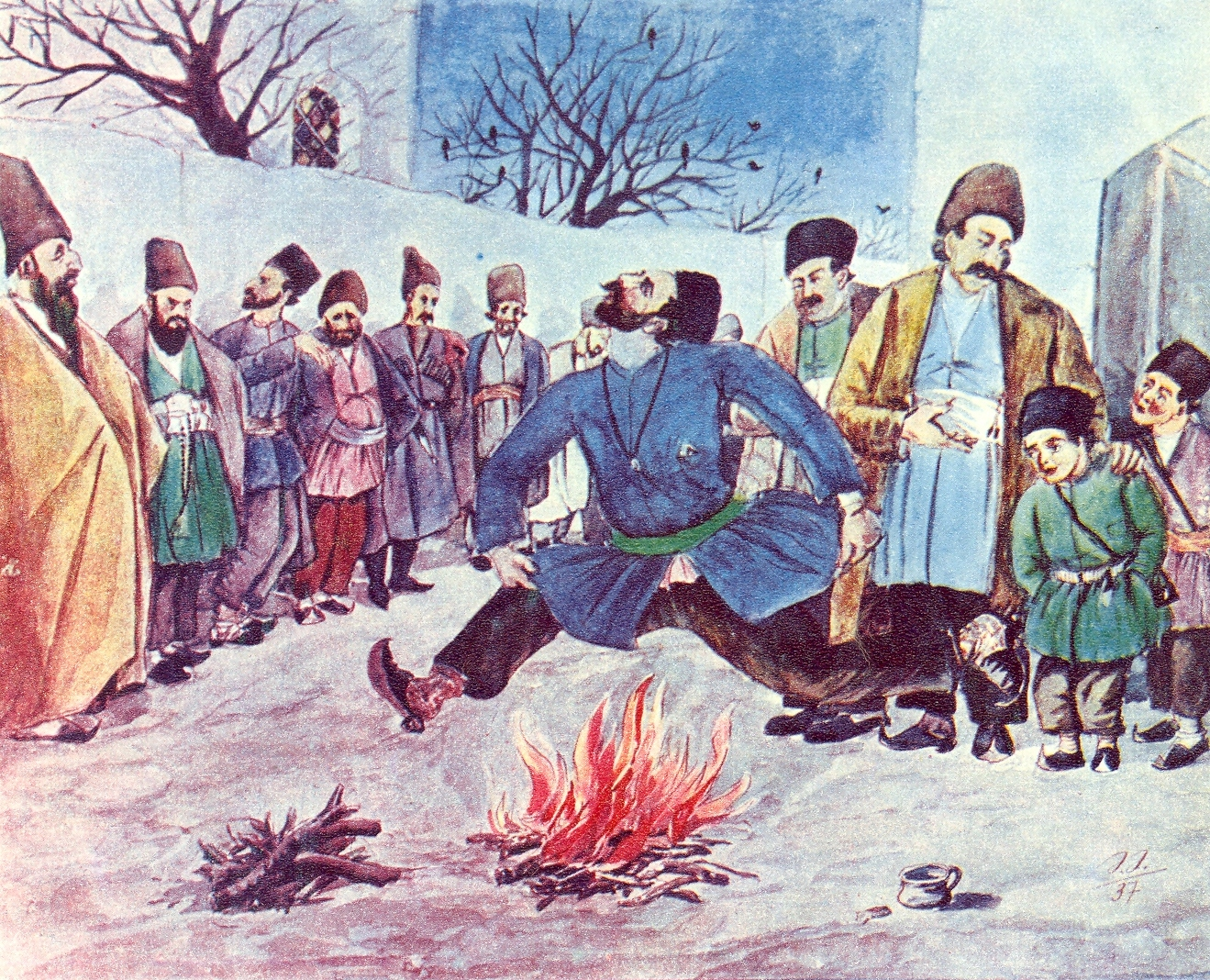
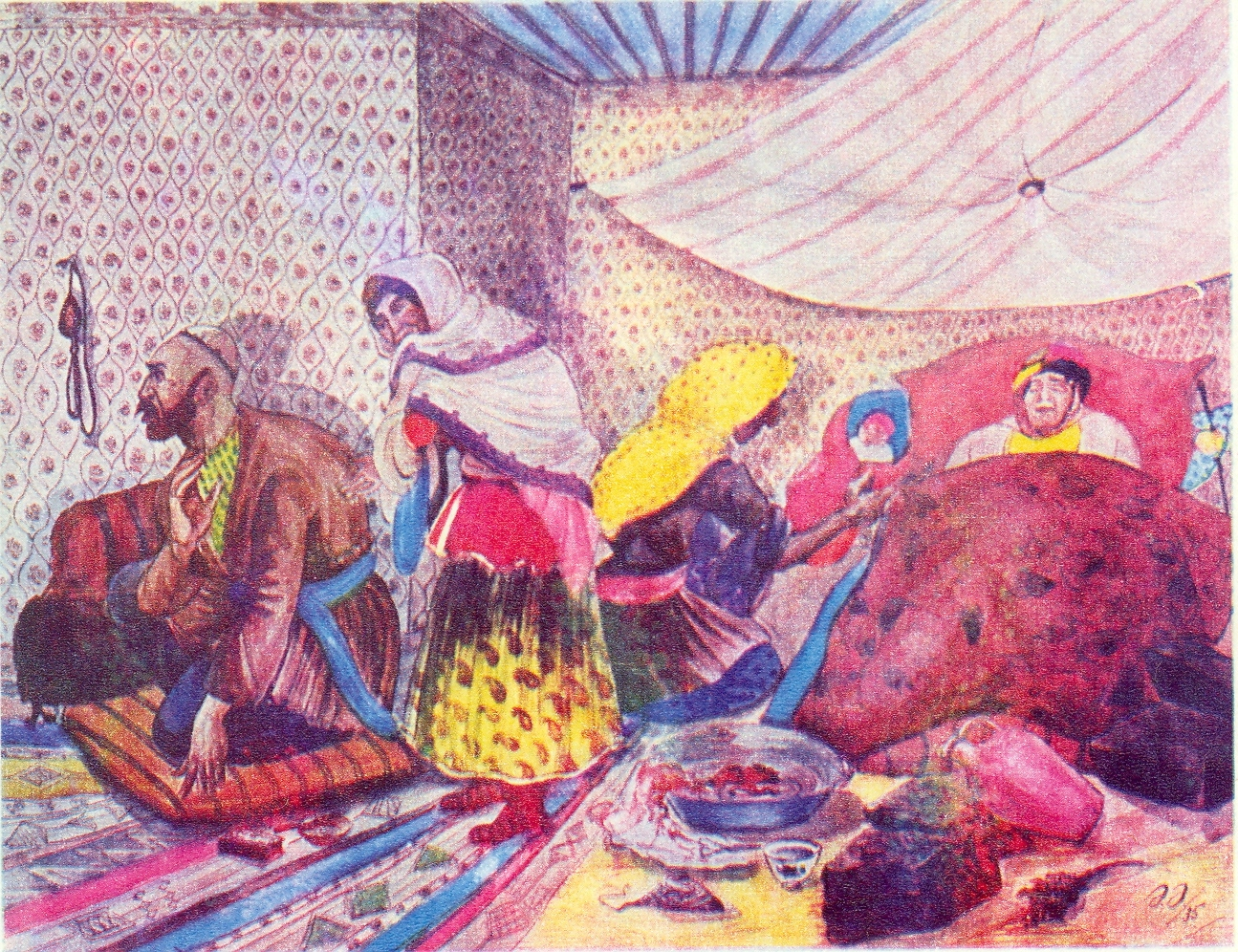
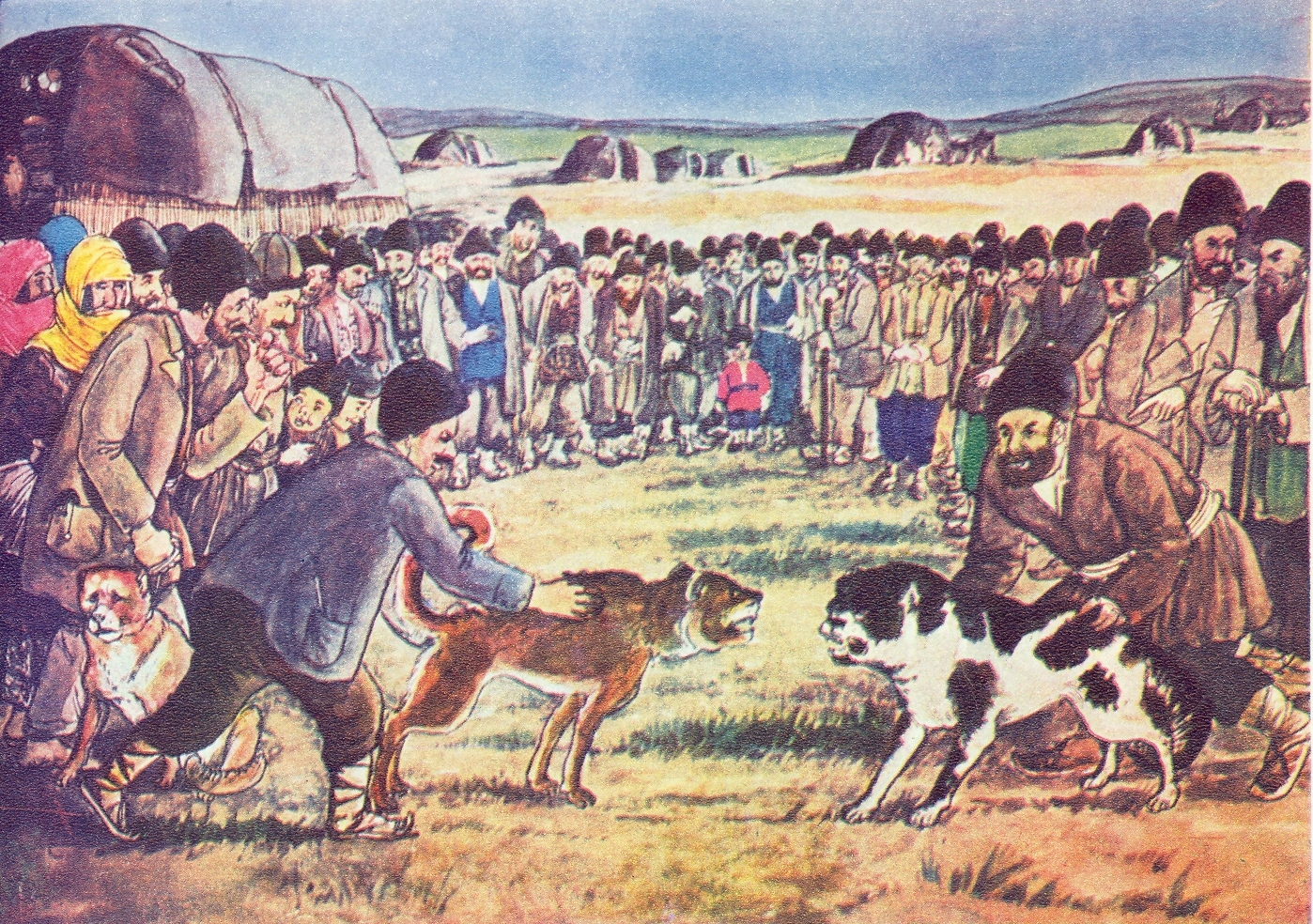
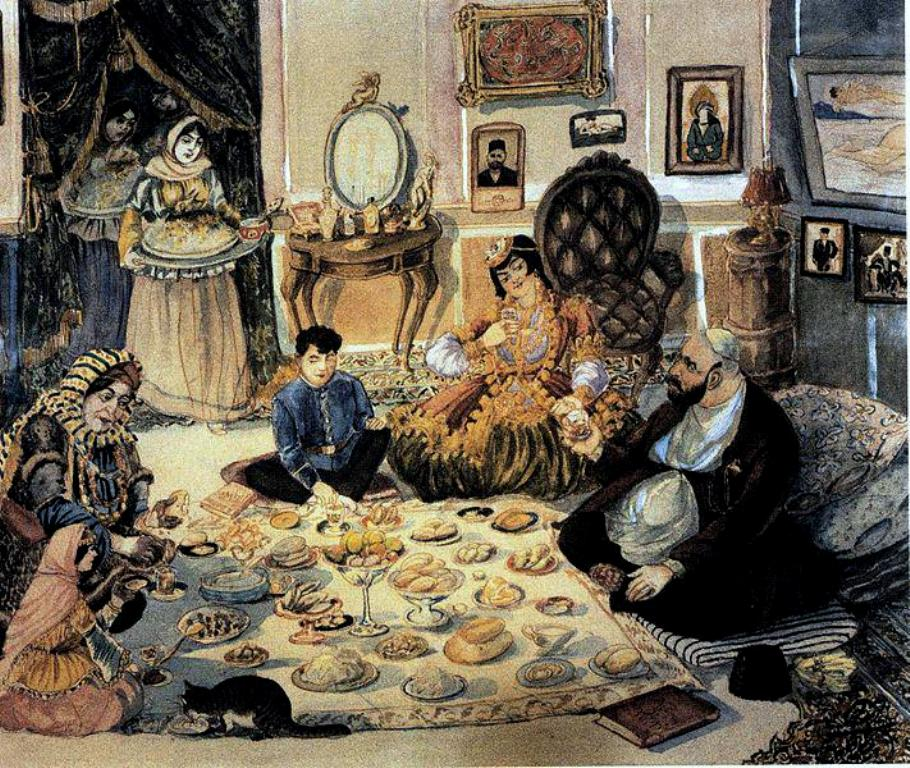
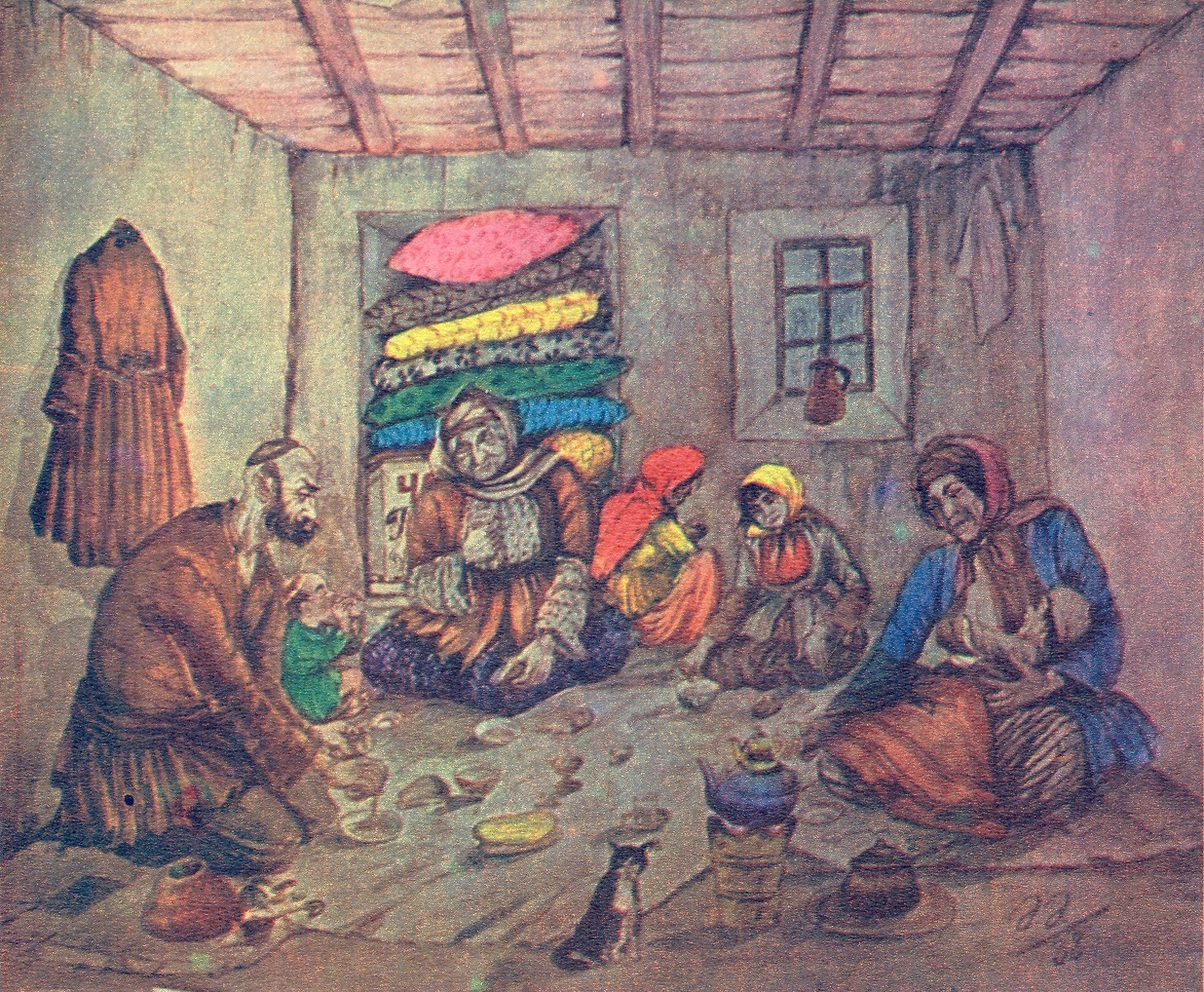
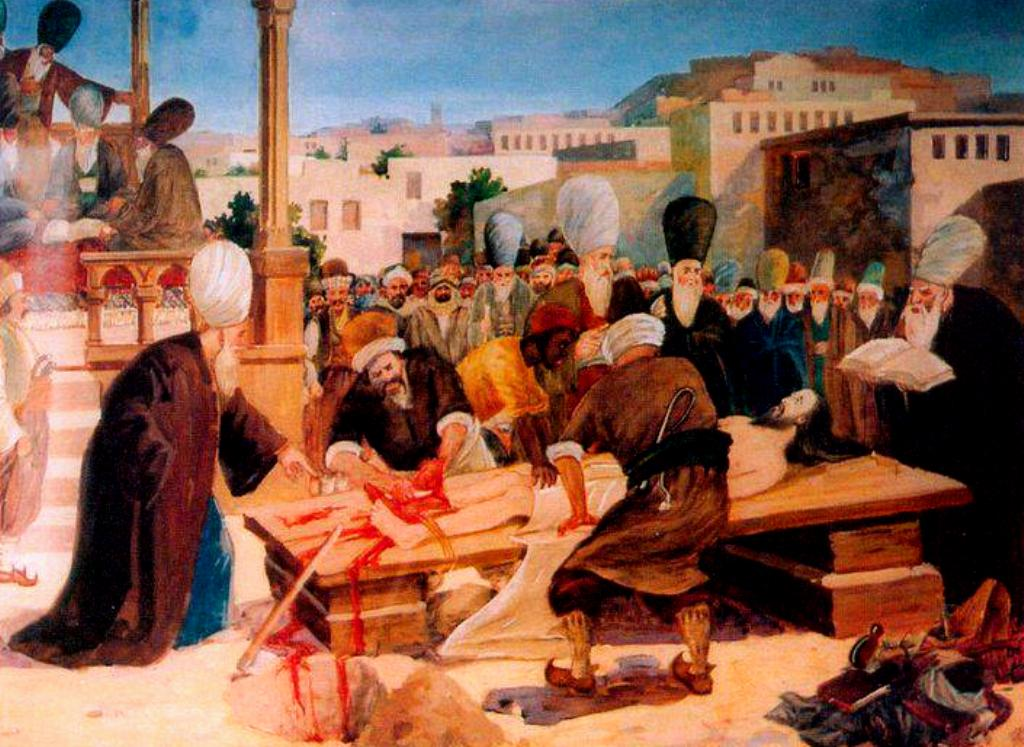